# Saint John's Island
Saint John's Island ou Pulau Sakijang Bendera (en chinois : 圣约翰岛 / 棋樟山, en malais : புனித ஜான் தீவு) est une île située dans le Sud de l'île principale de Singapour.

## Géographie
Elle s'étend sur environ 1,4 km de longueur pour une largeur approximative de 570 m.

## Histoire
En 1819, l'île est le point d'ancrage du navire de Thomas Stamford Raffles avant qu'il ne rencontre le chef malais de Singapour.
Elle était, à la fin du XIXe siècle, une station de mise en quarantaine des cas de choléra qui avait été détectés chez les immigrants. À partir de 1901, les victimes du Béribéri ont également été amenées dans l'île. En 1930, elle devient un centre de mise en quarantaine pour les immigrants asiatiques et les pèlerins qui rentraient de La Mecque. La station de quarantaine a finalement été utilisée pour accueillir les victimes d'autres maladies, comme la lèpre. 
Lorsque l'immigration de masse a cessé au milieu du XXe siècle, l'île abritait un établissement pénitentiaire et un centre de réadaptation médicamenteuse.
En 1975, elle est aménagée et transformée pour le tourisme avec des lagunes de baignade, des plages, des terrains de pique-nique, des sentiers de randonnée et des terrains de football. Très fréquentée le week-end, une petite jetée à l'extrémité sud de l'île permet le transport des visiteurs vers et depuis le continent.

## Équipements
L'île abrite aussi l'Institut des sciences marines et l' Agence agroalimentaire et vétérinaire (AVA) du Centre d' aquaculture marine de Singapour. Un centre de détention pour les immigrants clandestins demeure.
Les vacanciers désireux d'un séjour sur l'île peuvent réserver le Holiday Bungalow qui peut accueillir jusqu'à dix personnes et est équipé d'une cuisine. Les groupes organisés peuvent rester dans les dortoirs des camps de vacances qui peuvent accueillir jusqu'à soixante personnes. Les dortoirs sont équipés d'installations de base de cuisine.
Les séjours de nuit ne sont autorisés que pour les occupants du Holiday Bungalow et des camps de vacances. 